# Yabusame
 (août 2018).
Si vous disposez d'ouvrages ou d'articles de référence ou si vous connaissez des sites web de qualité traitant du thème abordé ici, merci de compléter l'article en donnant les références utiles à sa vérifiabilité et en les liant à la section « Notes et références ».
Le yabusame (流鏑馬) est une technique de tir à l'arc japonaise pratiquée à cheval. L'archer tire des flèches sans pointes (soit sifflantes, soit avec une boule au bout) sur trois cibles de bois.
Ce type de tir à l'arc est apparu au début de l'époque de Kamakura. Le shogun Minamoto no Yoritomo s'inquiétait des lacunes de ses samouraïs au tir à l'arc. Il organisa donc le yabusame comme une forme d'entraînement.
Aujourd'hui, le yabusame est pratiqué entre autres dans le temple de Tsurugaoka à Kamakura et dans les villes japonaises avec un rituel shinto en automne.

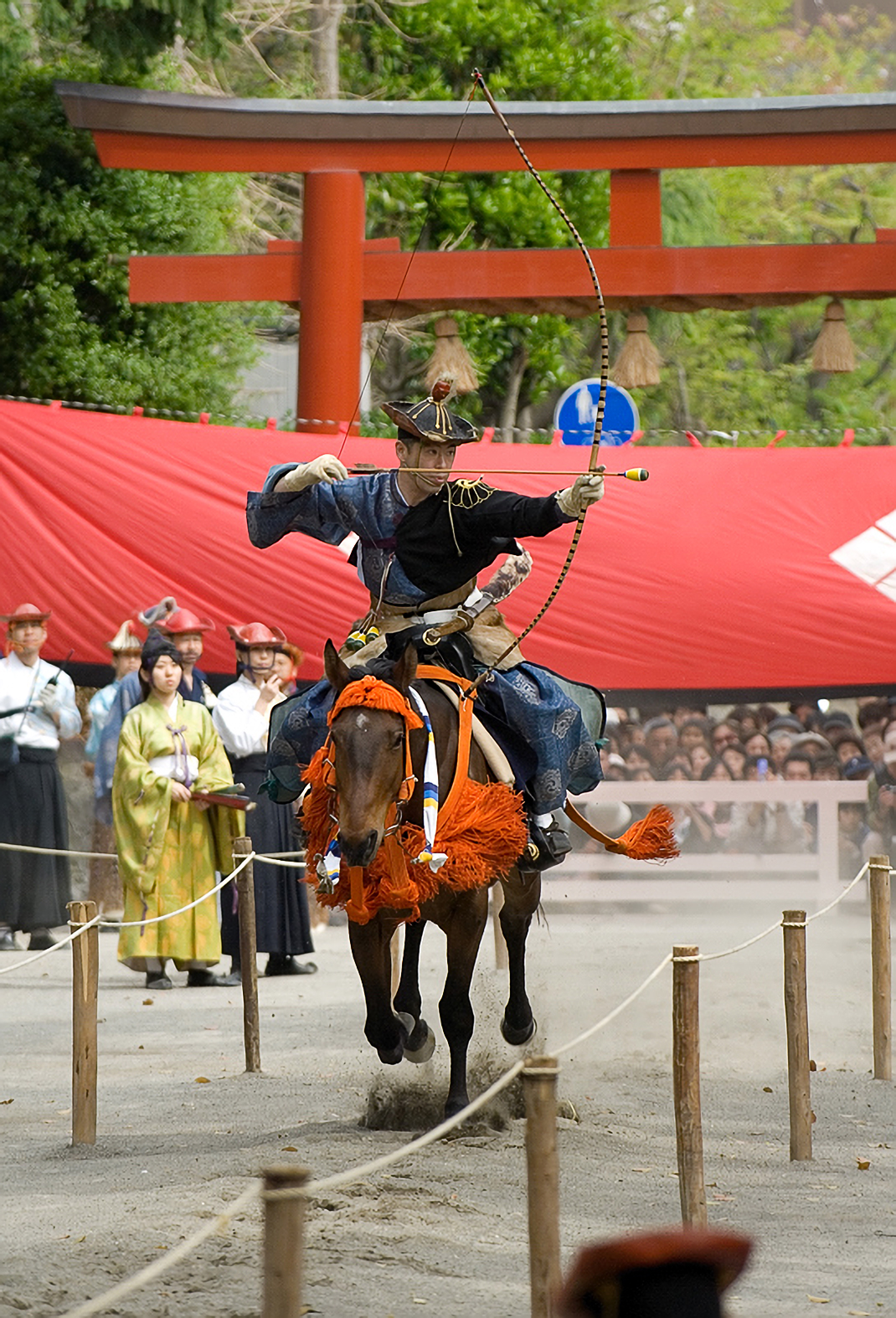
Archer de yabusame à cheval.

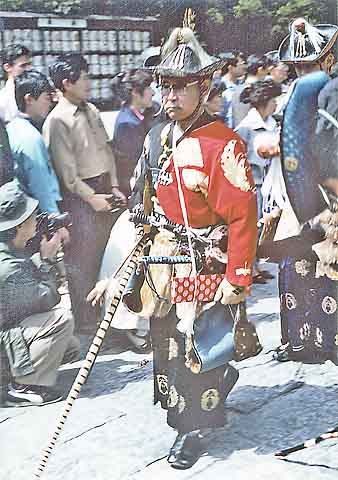
Archer de yabusame.

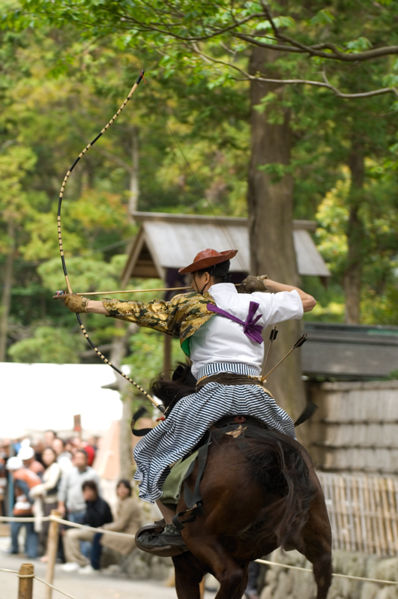
Archer de yabusame prêt à tirer sur la deuxième cible.

## L’arc japonais et les archers à cheval
L'arc japonais remonte aux temps préhistoriques — à la période Jōmon. L'arc long au style asymétrique si particulier avec la prise au-dessous du centre apparaît sous la période Yayoi (300 av. J.-C. – 300 apr. J.-C.). L'arc devient le symbole de l'autorité et du pouvoir. Le légendaire empereur Jimmu, premier du Japon, est toujours représenté portant un arc.
L'arc s'utilisait à pied jusqu'aux environs du IVe siècle quand les soldats d'élite partirent au combat à cheval avec des arcs et des épées. Au Xe siècle, les samouraïs faisaient des duels d'archers à cheval. Ils chevauchaient l'un vers l'autre et essayaient de décocher au moins trois flèches. Ces duels ne se finissaient pas nécessairement par la mort, tant que l'honneur était sauf.
L'un des incidents les plus connus et les plus célébrés de l'histoire des archers à cheval japonais, se produisit durant la guerre de Gempei (1180-1185), une lutte épique pour le pouvoir entre les clans Taira (ou Heike) et Minamoto (ou Genji), qui allait avoir un impact majeur sur la culture, la société et la politique japonaise. À la bataille de Yashima, le clan Heike ayant perdu la bataille, les survivants s'enfuirent de Yashima avec leurs navires. Ils furent poursuivis avec acharnement par la cavalerie des Genji, mais celle-ci fut arrêtée par la mer. Alors que les Heike attendaient des vents favorables, ils hissèrent un éventail en haut d'un mât, défiant les archers Genji d'arriver à le toucher. Un des samouraïs Genji, Nasu no Yoichi, accepta le défi. Il conduisit son cheval dans la mer et tira sur l'éventail, le transperçant d'une flèche. Yoichi gagna la célébrité et son exploit est encore célébré aujourd'hui.
Durant l'époque de Kamakura (1192-1334), les archers à cheval étaient utilisés dans des exercices d'entraînement militaires pour garder les samouraïs prêts à la guerre. Lorsque ces archers obtenaient des résultats médiocres, on pouvait leur commander de commettre le seppuku, ou suicide rituel.
L'inuōmono (犬追物, chasse aux chiens) est un genre cruel de tir à l'arc à cheval. Les prêtres bouddhistes persuadèrent les samouraïs de rembourrer leurs flèches afin que les chiens soient simplement agacés et blessés plutôt que tués. Ce sport n'est plus pratiqué aujourd'hui.

## Leyabusame, le tir à l'arc à cheval rituel
Le yabusame était décrit comme un moyen de contenter et d'entretenir la myriade de dieux qui veillent sur le Japon, encourageant ainsi leurs bénédictions pour la prospérité des terres, des gens et des récoltes.
Un archer de yabusame descend une piste de 255 mètres de long à grande vitesse. L'archer contrôle son cheval principalement avec ses genoux, puisqu'il a besoin de ses deux mains pour bander l'arc et tirer.
Comme il approche de la cible, il monte son arc et place la flèche devant son oreille avant de la laisser partir au cri de « In-yo-in-yo » (« Obscurité et lumière »). La flèche est épointée et en forme de cercle afin de faire un bruit plus fort lorsqu'elle frappe la cible.

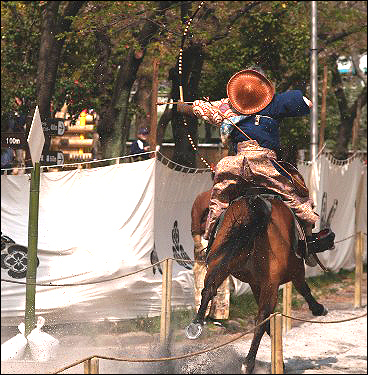
Archer de yabusame prêt à libérer sa flèche sur la cible.

Les archers expérimentés sont autorisés à utiliser des flèches avec une pointe en V. Si la cible est touchée, elle vole en éclats comme des confettis et tombe au sol. Toucher les trois cibles est considéré comme une admirable réussite. Le placement des cibles de yabusame et les cibles elles-mêmes représentent de façon rituelle la cible optimale pour un coup fatal sur un opposant portant l'armure complète traditionnelle des samouraïs (o-yoroi) qui ne laisse à nu que l'espace au-dessous de la visière du casque.
Le yabusame est vu comme un rituel plutôt qu'un sport à cause de son côté solennel et de son aspect religieux. Il est souvent pratiqué lors de cérémonies spéciales ou d'évènements officiels, par exemple pour divertir des dignitaires étrangers et des chefs d'État. Des démonstrations de yabusame ont été données pour les visites officielles des présidents des États-Unis Ronald Reagan et George W. Bush. Une démonstration de yabusame a été offerte au Royaume-Uni pour Charles de Galles, dont on a dit qu'il avait aimé la performance et avait trouvé cela fascinant.
Être sélectionné comme archer de yabusame est un grand honneur. Par le passé, ils étaient choisis uniquement parmi les meilleurs guerriers. L'archer qui faisait la meilleure performance recevait un vêtement blanc, représentant la faveur divine.

## Célèbres écoles de tir à l'arc et impact du zen
Il y a deux célèbres écoles d'archers à cheval qui pratiquent le yabusame. L'une d'elles est l'école de la sous-préfecture d'Ogasawara. Le fondateur, Ogasawara Nagakiyo, a reçu l'ordre du shogun Minamoto no Yoritomo (1147-1199) de créer une école de tir à l'arc. Yoritomo souhaitait que ses guerriers soient hautement qualifiés et disciplinés. Le tir à l'arc était vu comme un bon moyen d'instiller les principes nécessaires à un guerrier samouraï.
Le zen devint un élément majeur chez les archers à pied et à cheval tandis qu'il devenait également populaire parmi les samouraïs dans tous les aspects de leur vie durant l'époque de Kamakura.

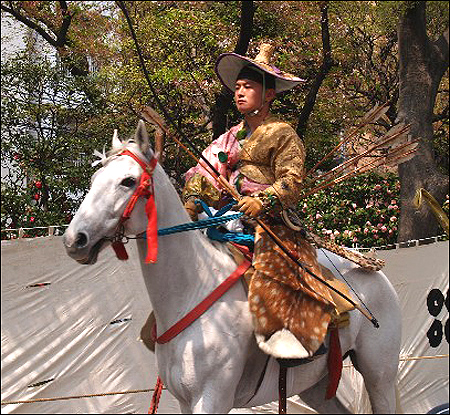
Archer de yabusame en costume traditionnel du XIIIe siècle.

Le yabusame en tant qu'art martial aidait les samouraïs dans l'apprentissage de la concentration, de la discipline et du raffinement. Le zen enseignait des techniques de respiration pour stabiliser l'esprit et le corps, donner de la clarté et de la concentration. Être capable de calmement bander l'arc, viser et tirer, puis recommencer, dans la fureur d'une bataille, était la marque d'un vrai samouraï qui avait maîtrisé son entraînement et sa peur.
L'autre école de tir à l'arc fut créée plus tôt par Minamoto Yoshiari au IXe siècle à la demande de l'empereur Uda. Cette école fut d'abord connue sous le nom d'« école de tir à l'arc Takeda ». Le style Takeda a été représenté dans des classiques du film de samouraïs comme dans le film d'Akira Kurosawa Les Sept Samouraïs (1954) et Kagemusha, l'ombre du guerrier (1980). Le célèbre acteur de beaucoup de films de samouraïs, Toshirō Mifune, était un étudiant réputé de l'école Takeda.

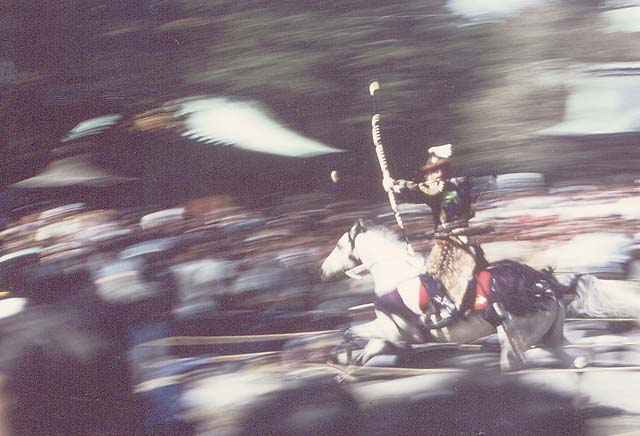
Yabusame de l'époque Kamakura.

## Le déclin et le retour de l'arc
Avec l'arrivée des habitants du Portugal et leurs fusils au milieu du XVIe siècle, l'arc commença à perdre de son importance sur le champ de bataille. À la bataille de Nagashino en 1575, un groupe de mousquetaires bien placés, dirigés par Nobunaga Oda et Tokugawa tirèrent par salves et annihilèrent la charge de la cavalerie du clan Takeda.
Les archers à cheval réapparurent à l'époque d'Edo (1600-1867) grâce à Ogasawara Heibei Tsuneharu (1666-1747) à la demande du shogun Yoshimune Tokugawa (1684-1751). Étant donné que la nation était en paix, le tir à l'arc comme les autres arts martiaux militaires devinrent plus une méthode de développement personnel qu'un entraînement militaire.
Aujourd'hui, le yabusame se pratique à différentes périodes de l'année, généralement aux alentours des pèlerinages du shintoïsme.